# Carl Engelhard
Carl Georg Ludwig Engelhard (* 9. August 1770 in Korbach; † 7. Juni 1841 in Mengeringhausen) war ein deutscher Kaufmann, Bürgermeister und waldeckischer Abgeordneter.

## Leben
Engelhard war der Sohn des Kaufmanns, Tuchfabrikanten und Bürgermeisters Josias Christoph Engelhard (* 10. September 1730 in Korbach; begraben 16. August 1795 ebenda) und dessen Ehefrau Johanna Dorothea Wilhelmina geborene Rocholl (* 14. März 1747 in Korbach; † 6. Februar 1824 ebenda). Er war evangelisch und heiratete am 8. März 1796 in Mengeringhausen Wilhelmine Friederike Louise Schreiber (* 9. Mai 1764 in Helsen; † 30. März 1832 in Mengeringhausen), die Tochter des Amtmanns und späteren Kriegskommissares Philipp Daniel Schreiber (* 17. September 1730 in Adorf; † 9. Februar 1795 in Mengeringhausen) und der Philippina Maria Charlotte Hagenbusch (getauft 18. April 1734 in Korbach; † 10. April 1813 in Mengeringhausen). Der gemeinsame Sohn Johann Wilhelm Jakob Engelhard (1803–1867) wurde Kreissekretär und Abgeordneter.
Engelhard besuchte von 1779 bis 1786 das Landesgymnasium in Korbach und lebte dann als Kaufmann in Mengeringhausen. Er erwarb das Geschäftshaus „an der Pforte“ in der Nähe der Kirche, das die Familie bis 1920 besaß. Mindestens im Jahr 1814 war er Bürgermeister der Stadt Mengeringhausen. Als solcher war er auch vom 25. Juni 1810 bis in die 2. Jahreshälfte 1814 Landstand des Fürstentums Waldeck. Er galt als „früher Liberaler“.